# 長篠城站
長篠城站（日语：／ Nagashinojō eki */?）是位於愛知縣新城市長篠字森下19號，東海旅客鐵道（JR東海）的飯田線車站。

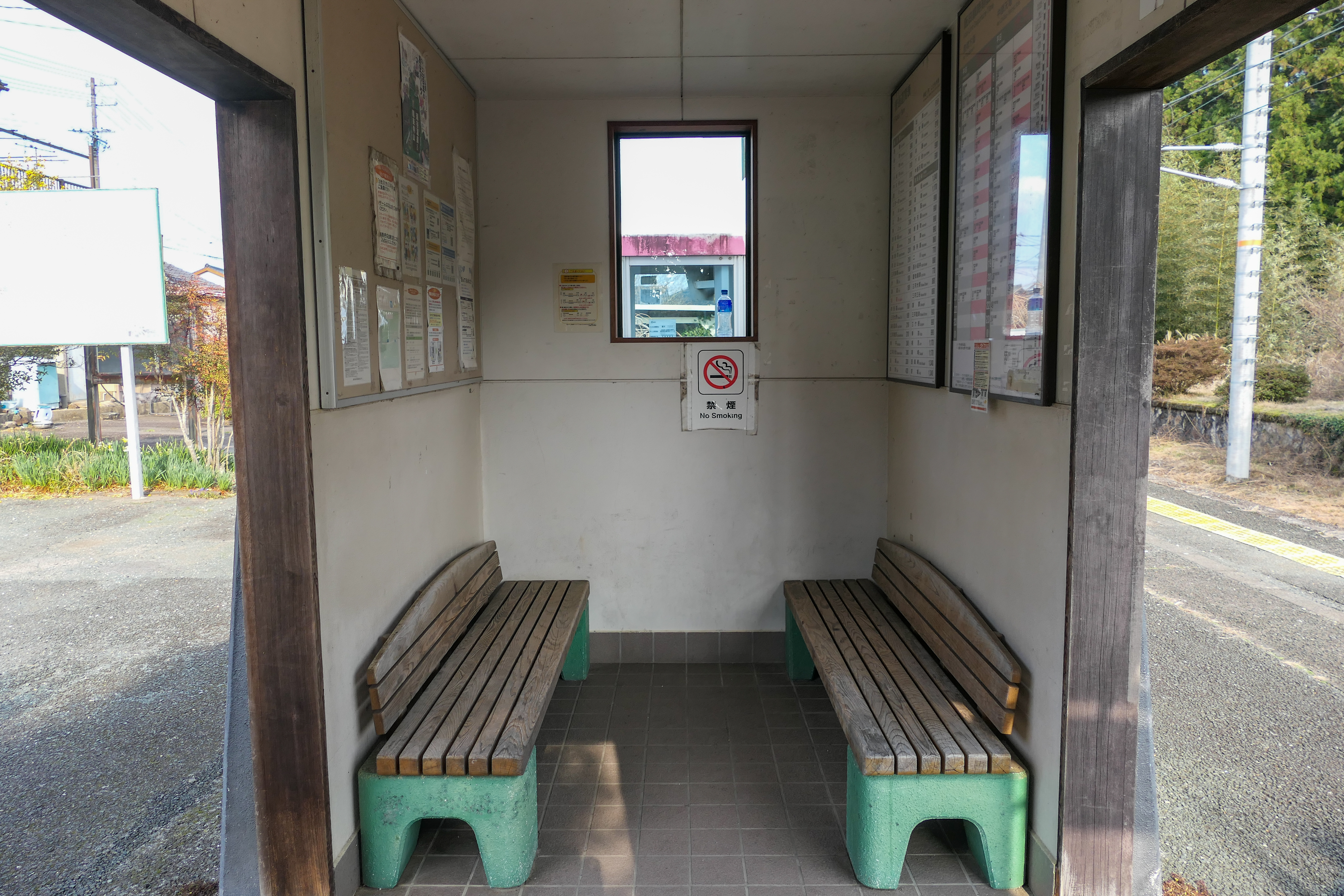
候車室内(2024年3月)

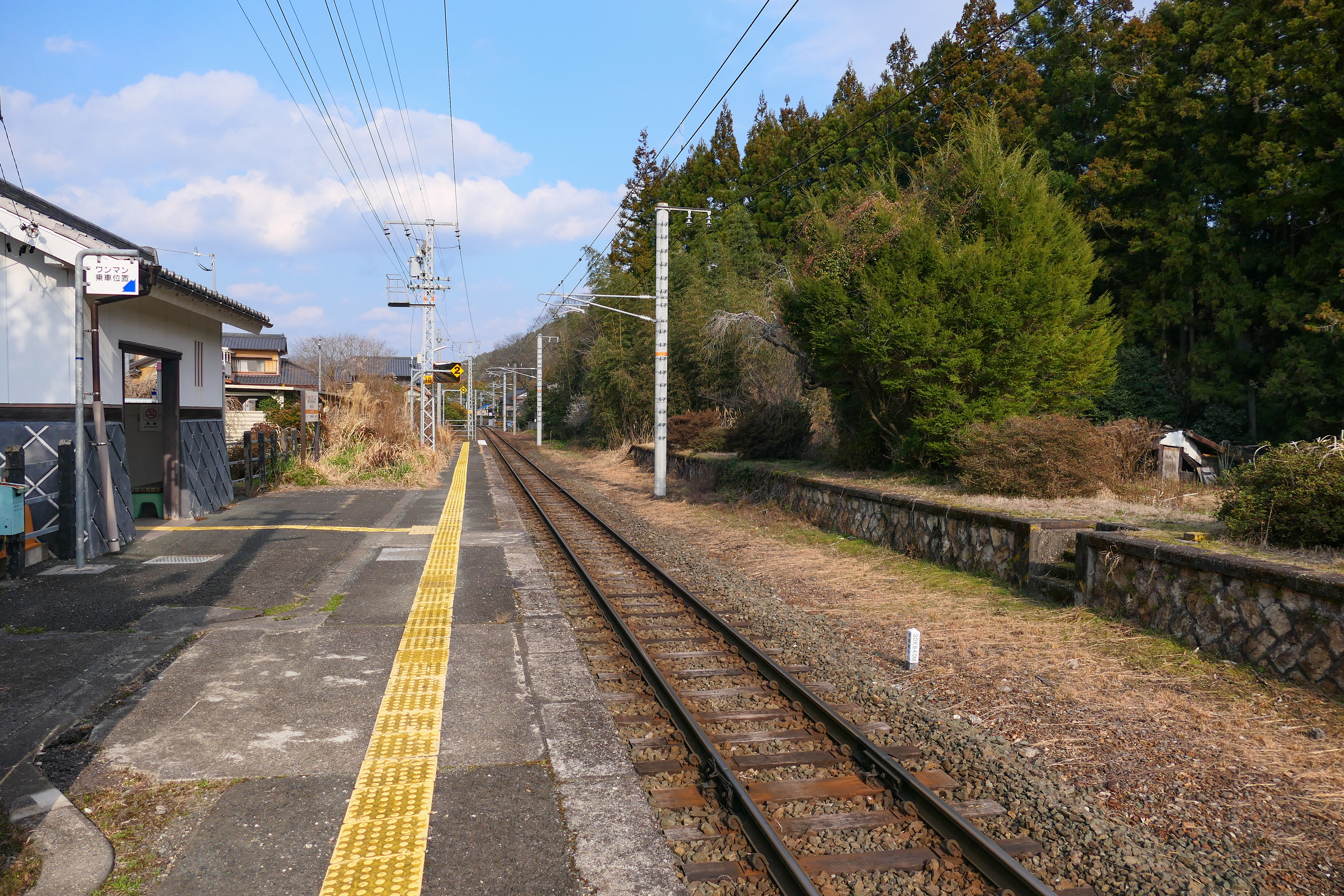
月台(2024年3月)

## 歷史
- 1924年（大正13年）4月1日 - 鳳來寺鐵道開設「長篠古城址站」[2]。
- 1943年（昭和18年）8月1日 - 鳳來寺鐵道被國有化，成為飯田線的一部分[3]，同時車站改名為「長篠城站」[2]。
- 1962年（昭和37年）6月20日 - 結束車載貨物起卸業務[2]。
- 1971年（昭和46年）12月1日 - 結束小型貨物起卸業務，結束貨物營業。同時結束行李起卸業務[2]。同時成為無人車站[4]。
- 1987年（昭和62年）4月1日 - 伴隨國鐵分割民營化，車站由東海旅客鐵道（JR東海）營運[2][3]。
- 1997年（平成9年）12月24日 - 翻新車站大樓[5]。

## 車站構造
車站是一座地面車站，設有1面1線單式月台，路軌在車站南邊，月台在車站北邊。豐橋方向和本長篠方向同一月台。曾經設月台對面（南邊）設有1面月台，現時剩下月台遺蹟，路軌已經撤走。
此站曾經設有木造車站大樓。現時翻新成為城郭風的車站大樓。在1971年起，此站成為無人車站，由豐川站管理。

## 車站周邊
- 長篠城址
- 國道151號（日语：国道151号）
- 國道257號（日语：国道257号）

## 相鄰車站
東海旅客鐵道（JR東海）
 飯田線
■快速
通過
■普通
鳥居－長篠城－本長篠

## 注腳
1. ↑  JR東海移動等便利化取組報告書
2. 1 2 3 4 5  石野哲（編）. . JTB. 1998: 99–100頁. ISBN 978-4-533-02980-6 （日语）.
3. 1 2  曾根悟（監修）. 朝日新聞出版分冊百科編集部（編集） , 编. . 週刊 歴史でめぐる鉄道全路線 国鉄・JR (朝日新聞出版). 2009-07-26, (3): 15–17 （日语）.
4. ↑  櫻丘博物館（編）. . 櫻丘博物館. 2003: 100頁 （日语）.
5. 1 2  . 鐵道畫刊 (電氣車研究會). 1998-04, 48 (4): 84 （日语）.
6. 1 2  川島令三. . 第4巻 塩尻駅-名古屋東部. 講談社. 2010: 34頁（配線圖）、75頁. ISBN 978-4-06-270064-1.。方角的配線圖與實際地圖比較對照。
7. ↑  笠原香・塚本雅啓. . 大正出版. 2007: 97頁. ISBN 978-4-8117-0657-3 （日语）.
8. ↑  東海旅客鉄道（編）. . 東海旅客鉄道. 2007: 732・733頁 （日语）.